# Deszcz zwierząt

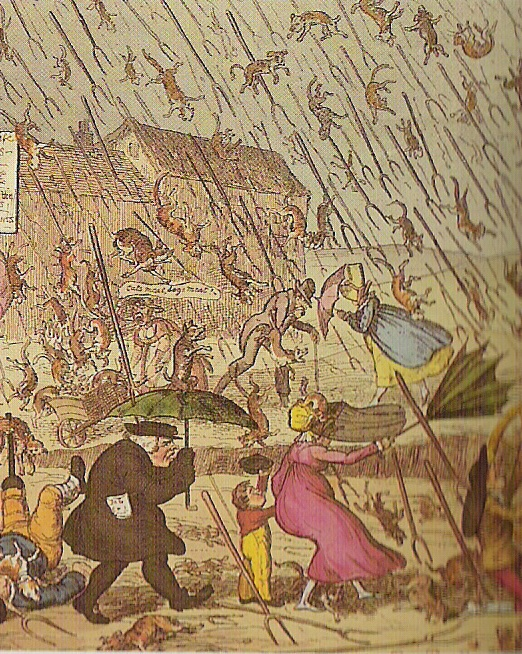
Humorystyczna karykatura angielska z XIX w. ukazująca deszcz kotów i psów (przysłowiowe it’s raining cats and dogs)

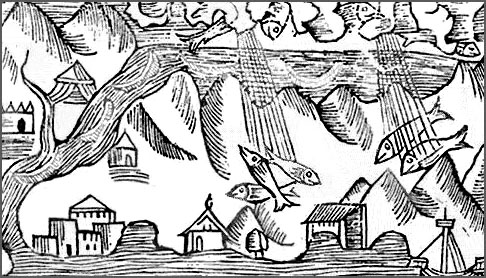
Rycina O. Magnusa przedstawiająca deszcz ryb (1555)

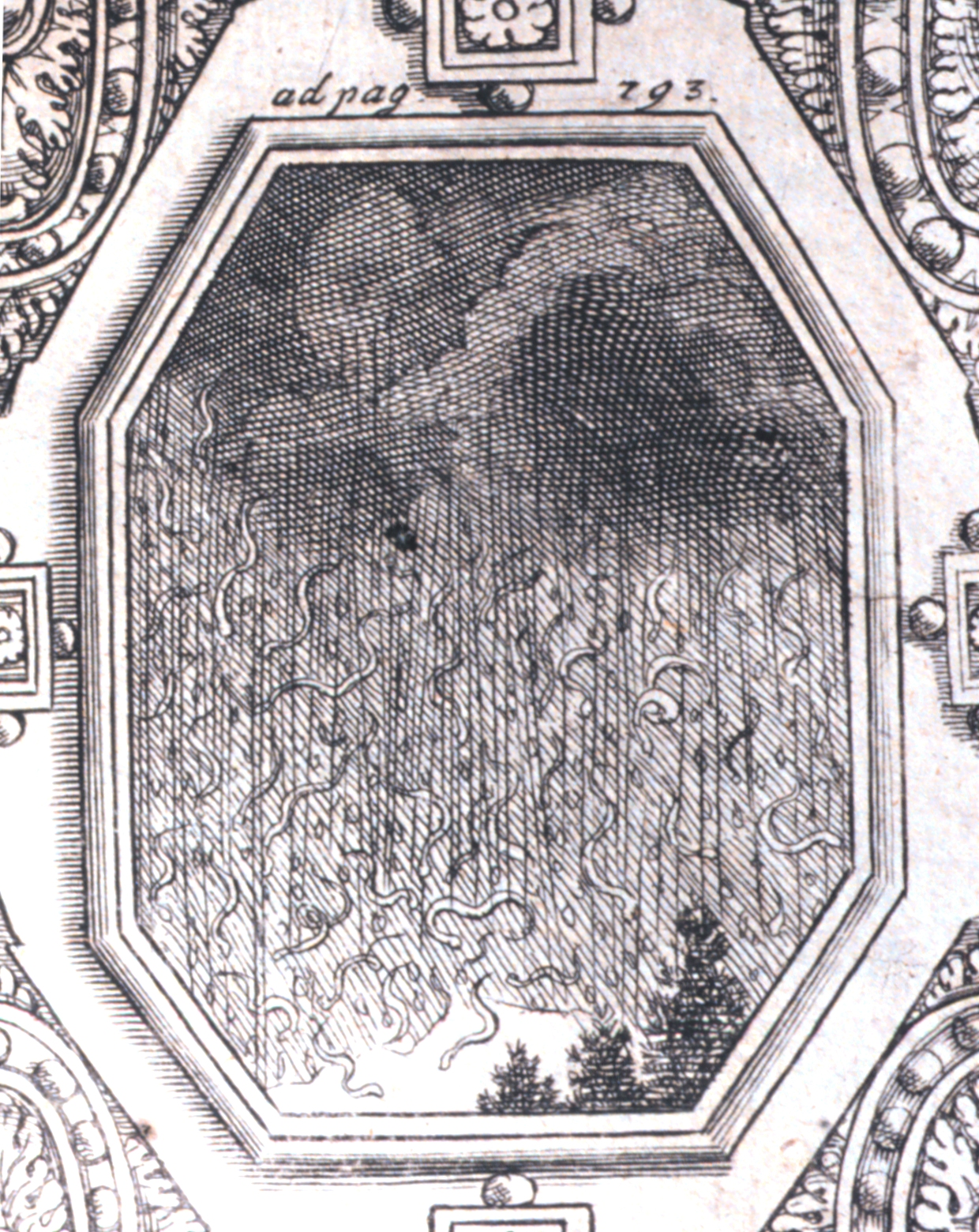
Deszcz robaków, fragment ilustracji z dzieła Erasmusa Francisciego (1627–1694) Der Wunder-reiche Uberzug unserer Nider-Welt, Oder Erd-umgebende Lufft-Kreys, Nach seinem natürlichen Wesen, manchfaltigen Eigenschafften, Nutzen, und Würckungen, natür- und unnatürlichen, feuer- und wässerigen Erscheinungen, … erklärt (1680)

Deszcz zwierząt – rzadkie zjawisko meteorologiczne polegające na opadzie licznych zwierząt, często jednego gatunku, opisywane w wielu epokach i wielu krajach.
Najczęściej opisywane „deszcze” składały się z ryb lub żab, występują jednak przekazy, które mówią o innych zwierzętach, a czasem również o spadających przedmiotach. Niekiedy spadające stworzenia przeżywały upadek. Czasami zwierzęta spadały całkowicie zamarznięte lub nawet wmarznięte w bryły lodu.
Współcześnie zjawisko deszczu zwierząt jest tłumaczone działaniem trąb wodnych, które mogą zasysać ogromne ilości wody, mułu i ziemi wraz z żyjącymi tam zwierzętami. Zassane zwierzęta opadają często kilkanaście kilometrów dalej.

## Historia
Deszcze zwierząt opisywane były już w starożytności.
W IV w. p.n.e. grecki filozof Teofrast z Eresos (ok. 370–287 p.n.e.) powątpiewał w deszcze zwierząt, argumentując, że ślimaki i żaby, których kryjówki zalewa woda opadowa, zmuszone są do wyjścia na powierzchnie, co może dawać złudzenie, że spadły wraz z opadem.
Rzymski pisarz Claudius Aelianus (175–235) opisał deszcz żabek, którego sam doświadczył w podróży z Neapolu do Puteoli. Grecki retor Atenajos (II–III w. n.e.) w swojej kronice Deipnosophistae zawarł starożytne przekazy o deszczach zwierząt, m.in. o trzydniowym deszczu żab na obszarze Chersonezu, kilkutygodniowym deszczu żab w miastach Peonii i Dardanii czy o deszczach ryb, żab czy zboża opisywanych w III w. p.n.e. przez historyka Fylarchosa. Według angielskiego duchownego Thomasa Shorta (1790–1872) w Anglii miały miejsce, niekiedy wielodniowe opady krwi, m.in. w 4, 89 i 766 roku. W I w. n.e. historyk Pliniusz Starszy (23–79) w swoim dziele Historia naturalna pisał o deszczach mleka i krwi, opadach złożonych ze szczątków mięsa, deszczach żelaza, a nawet wełny .
Staroruska kronika Powieść minionych lat podaje, że „w północnych krajach za Jugrą i Samojedzią” z chmur spadają na ziemię małe wiewiórki i jelonki.
Według niemieckiego encyklopedysty Conrada Lycosthenesa (1518–1561) deszcz ryb miał spaść w Saksonii w 689 roku. Deszcz ryb odnotowany jest także w irlandzkich Kronikach Czterech Mistrzów. W XVI w. szwedzki humanista Olaus Magnus (1490–1557) opisał w swoim dziele Historia de gentibus septentrionalis deszcz ryb oraz deszcz lemingów w Laponii. Kolejne przekazy o deszczu lemingów pochodzą z Norwegii (Bergen) (1578). Deszcze lemingów opisywał w 1653 roku duński lekarz Ole Worm (1588–1654), który nie rozstrzygał czy lemingi powstawały w chmurach, czy były przenoszone przez wiatr. Worm pisał o przekonaniu wśród lokalnych społeczności o tym, że deszcz lemingów był karą boską, by zmusić grzeszników do skruchy.
W połowie XVI w. włoski matematyk Girolamo Cardano (1501–1576) pisał, że żabi skrzek jest zabierany przez silny wiatr w chmury, gdzie następnie rozwijają się dorosłe żaby, które później spadają wraz z deszczem na ziemię. Teorie te wspierał m.in. angielski przyrodnik Robert Plot (1640–1696).
W 1662 roku jezuicki przyrodnik Gaspar Schott (1608–1666) w swoim dziele Physica curiosa pisał, że małe żabki powstają z wody i kurzu w chmurach i często spadają wraz z deszczem na ziemię. teoria samorództwa ryb i żab w chmurach nie była akceptowana przez wielu badaczy – m.in. włoski przyrodnik Francesco Redi (1626–1697), który obalił teorie abiogenezy, podawał wyjaśnienie zjawiska w duchu Teofrasta z Eresos – żaby, których kryjówki zalewa woda opadowa, zmuszone są do wyjścia na powierzchnie, co może dawać złudzenie, że spadły wraz z opadem.
W połowie XIX w. wywiązała się debata na temat przyczyn opadów płazów po wielu przypadkach deszczów żab z terenów Francji i Wielkiej Brytanii. W 1859 roku o deszczu małych rybek w walijskim Aberdare opowiadał lokalny drwal, który nałapał jeszcze żyjące rybki do beczki z deszczówką. Świadectwo drwala poświadczył pastor, który spisał przekaz i wraz z okazami ryb przekazał angielskiemu zoologowi Richardowi Owenowi (1804–1892). Owen nie wypowiedział się na temat zjawiska, natomiast inny uczony, pracownik British Museum, uważał, że drwal padł ofiarą żartu. Przypadek opisywany był w gazetach, a zdania były podzielone, m.in. w 1862 roku angielski powieściopisarz Charles Dickens (1812–1870) skomentował deszcze ryb i żab raportowane w Indiach i w Walii, dając wiarę przekazom świadków.
W 1861 roku francuski przyrodnik Francis de Castelnau (1802–1880) opisał deszcz ryb jaki spadł w Singapurze – de Castelanu zbadał ryby, które określił jako Clarias batrachus . Przyczyn zjawiska upatrywał w działaniu tornada.
W kilku przypadkach zaobserwowano deszcz zamarzniętych ryb, które roztrzaskiwały się po upadku na zimię. Odnotowano również zamarznięte małe ryby lub żaby wewnątrz większych bryłek gradu. W 1894 roku w Vicksburgu spadł, uwięziony w bryle gradu mały żółw norowy, w 1896 roku w niemieckim Essen bryła gradu zawierała karasia.
W 1923 i 1924 roku w Szwecji odnotowano deszcze robaków w Halmstad, Uppsali i Sztokholmie. Pierwszy deszcz został wyśmiany przez zoologów, dla kolejnych nie mogli znaleźć wytłumaczenia.
Na początku XX w. większość zoologów i meteorologów odrzucała historie o deszczu zwierząt. Zdanie zaczęto zmieniać po publikacji amerykańskiego ichtiologa Eugene’a Willisa Gudgera (1866–1956). Gudger, pracujący w Amerykańskim Muzeum Historii Naturalnej, opublikował w 1921 roku w piśmie „Natural History” artykuł Rains of fishes (dosł. „Deszcze ryb”) , w którym zawarł przegląd 48 przekazów raportujących zjawisko. W reakcji na publikację Gudger otrzymał kolejne 23 relacje, które opisał w suplementach do artykułu. Gudger zaproponował cztery możliwe wyjaśnienia zjawiska :
- Świadkowie zjawiska mogli zaobserwować migracje lądowe poskoczków mułowych i ryb z gatunku Clarias batrachus
- Ryby mogły zostać wyniesione na ląd przez wody z przepełnionych stawów, strumieni i rowów
- Estywujące ryby mogły zostać obudzone przez silne deszcze i wyjść na powierzchnię
- Ryby z pobliskich zbiorników wodnych mogły zostać uniesione przez trąby wodne lub powietrzne i przeniesione na ląd

Współcześnie zjawisko deszczu zwierząt jest tłumaczone działaniem trąb wodnych, które mogą zasysać ogromne ilości wody, mułu i ziemi wraz z żyjącymi tam zwierzętami. Dowody na to zostały dostarczone przez brytyjskich zoologów i meteorologów w latach 80. i 90. XX w. Niektóre trąby mają postać klepsydry – szerokie na dole, zwężone pośrodku i szeroko otwarte na górze, co umożliwia transfer materiału zassanego na dole do góry. Zassane zwierzęta opadają wraz z deszczem, często kilkanaście kilometrów dalej, nierzadko jeszcze żywe. Niewytłumaczony jednak pozostaje fakt, że zwierzętom spadającym wraz z deszczem nie towarzyszą muł, glony czy inny materiał zassany przez trąby. Niewytłumaczonym pozostaje również to, że spadające żaby są tej samej wielkości.
W XXI w. odnotowano kilka przypadków deszczu zwierząt, m.in. wiosną 2009 roku w Prefekturze Ishikawa w Japonii zaobserwowano ponad sto spadających kijanek, przy czym jednak nie zaobserwowano silnych wiatrów czy tornado. W czerwcu 2010 roku w węgierskiej miejscowości Rákóczifalva spadły żaby. We wrześniu 2017 w meksykańskim mieście Tampico zaobserwowano małe rybki spadające wraz z deszczem. Regularne deszcze ryb obserwowane są w mieście Yoro w Hondurasie, gdzie zjawisko występuje przynajmniej raz w roku podczas burz wiosenno-letnich, przy czym nie jest do końca wyjaśnione skąd biorą się ryby.